# San Esteban de los Patos
San Esteban de los Patos è un comune spagnolo di 44 abitanti situato nella comunità autonoma di Castiglia e León.